# Urban Symphony
Urban Symphony — эстонская музыкальная группа, представлявшая Эстонию на международном конкурсе «Евровидение 2009» с песней «Rändajad». Группа заняла 6 место, набрав при этом 129 баллов.

## История
Участница группы Мирьям Месак уже имела опыт участия в конкурсе «Евровидение»: на конкурсе 2007 года, проходившем в Хельсинки, она выступала на сцене в качестве бэк-вокалистки с представительницей Эстонии Герли Падар. А Мэрилин Конго в 2006 году заняла восьмое место в финале эстонского отборочного конкурса «Eurolaul 2006».
Композитор Свен Лыхмус в 2003 году написал композицию «Club Kung Fu», с которой эстонская ансамбль Vanilla Ninja принимал участие в отборе эстонского Евровидения «Eurolaul 2003». В 2005 году он же написал для группы Suntribe песню «Let’s Get Loud», с которой группа представляла Эстонию в конкурсе Евровидение 2005, проходившем в Киеве, но так и не попала в финал.

## Евровидение 2009
В отборочном туре в Эстонии приняло участие 10 кандидатов. Песня «Rändajad» (рус. «Странники») получила 82 % голосов в результате голосования зрителей и профессионального жюри и была выбрана в качестве представителя Эстонии на международном песенном конкурсе «Евровидение 2009». 16 мая 2009 года в финале конкурса «Евровидение 2009» группа заняла шестое место, набрав 129 баллов.

## Состав группы
- Сандра Нурмсалу — вокал, скрипка
- Манн Хелстейн — альт
- Мари Мёльдре (эст. Mari Möldre; род. 16 сентября 1992 года) — виолончель. Занимается музыкой с 6 лет. Кроме виолончели увлекается игрой на фортепиано и вокалом[7].
- Сильвия Ильвес (эст. Silvia Ilves; род. 31 августа 1992 года) — виолончель[1]. Играет на виолончели с с 6 лет. С детства занимала высокие места в международных конкурсах, включая Международный конкурс в Таллинне (1 место в 2002 и 2003 годах), конкурсы в австрийском Лицене (2 место, 2006 год) и Таллине (1 место, 2007 год). Обучалась в Музыкальной академии по классу виолончели[8][9]. Входит в состав Urban Symphony с 2009 года, сменив Йоханну Мянгель.

### Бывшие участники группы
- Мэрилин Конго[эст.] — бэк-вокал (2009)
- Мирьям Месак[эст.] — бэк-вокал (2009)
- Йоханна Мянгель (эст. Johanna Mängel; род. 17 октября 1990 года) — виолончель[1]. Играет на виолончели с 6 лет. Кроме классической музыки играла в эстонских рок-группах Aides, Slide-Fifty, Vennaskond. Выступала в Urban Symphony с 2007 по 2009 годы[10].

## Дискография

### Альбом
На апрель 2011 года альбом находится в процессе записи, из-за перерыва, взятого в связи с рождением дочери у Сандры Нурмсалу. В то же время участницы группы участвуют и других проектах с другими исполнителями.

### Синглы
- «Rändajad» (2009)
- «Päikese poole» (2009)
- «Skorpion» (2010)

## Награды
2010 год — «Артист года в интернет-среде» на Ежегодной премии эстонской поп-музыки.

### Комментарии
1. ↑  Были приглашены для участия в Евровидении 2009